# Tang Yizong
Tang Yizong, född 833, död 873, var en kinesisk monark. Han var kejsare av Tangdynastin 859 - 873.